# قایماق‌لی
قایماق‌لی (به لاتین: Qaymaqlı) یک منطقه مسکونی در جمهوری آذربایجان است که در شهرستان قزاق واقع شده است. قایماق‌لی ۲۰۵۵ نفر جمعیت دارد.